# Loni (Uttar Pradesh)
Loni (en hindi : लोनी) est une ville de l'État de l'Uttar Pradesh en Inde.